# 阿達美奧法蘭基球場
阿達美奧法蘭基球場（義大利語：Stadio Artemio Franchi）是一家位于意大利锡耶纳的多功能体育场。它目前主要用于足球比赛，并作为錫耶納足球俱樂部的主场。 体育场始建于1923年，拥有15373个座席。
体育场以前意大利足协主席阿達美奧·法蘭基的名字命名。
2007年夏天，錫耶納足球俱樂部同意把他们的主要赞助商的名字加到体育场的名字中，重命名阿達美奧法蘭基球場为阿達美奧法蘭基-蒙特帕奇球場。
2011年3月，錫耶納足球俱樂部宣布了建一个新体育场的计划。新球场位于锡耶纳市南郊的 Isola d’Arbia。新球场可容纳20000名观众，以低于地面的设计为特色。新球场的设计获得了MIPIM AR未来项目奖。